# 김수로 (댄스스포츠 선수)
김수로(1987년 3월 4일 ~)은 대한민국의 댄스스포츠 선수이다.

## 학력
- 용인대학교 사회체육학과 학사

## 출연작

### 예능
- 2013년 댄싱 위드 더 스타 시즌 3
- 2013년 댄싱9
- 2015년 댄싱9 시즌 3